# Ясеница (приток Днестра)
Ясеница (укр. Ясениця) — река в Самборском районе Львовской области Украины. Правый приток Днестра (бассейн Чёрного моря).
Длина реки 15 км, площадь бассейна 78 км². Типично горная река. Дно каменистое, течение быстрое. Нередко бывают паводки.
Берёт начало возле села Розлуч, на северном склоне горы Розлуч (933 м). Течёт в пределах массива Верхнеднестровских Бескид через такие сёла Розлуч, Ясеница-Замковая и Лопушанка-Хомина. Впадает в Днестр между селами Лопушанка-Хомина и Стрелки.
Почти по всей своей длине Ясеница протекает вдоль железной и автомобильной дорог Львов — Самбор — Турка — Ужгород.